# Claude Maltret
Claude Maltret S.I. (anche noto con il nome latino: Claudius Maltretus) (Annecy, 3 ottobre 1621 – Tolosa, 3 gennaio 1674) è stato un gesuita, grecista e teologo francese, noto soprattutto per avere curato l'edizione critica delle opere di Procopio di Cesarea.

## Biografia
Claude Maltret nacque a Annecy in Savoia nel Regno di Francia. Entrò nella Compagnia di Gesù il 12 ottobre 1637. Dopo aver completato i suoi studi, fu per undici anni insegnante di lettere e retorica e divenne noto come filologo classico. Fu quindi nominato professore in Sacre Scritture, incarico che ricoprì per i successivi nove anni.
Nel 1662 fu nominato rettore del collège de Montauban. L'anno successivo, pubblicò la sua opera maggiore e più nota, un'edizione delle Storie di Procopio, con una nuova traduzione latina e un commento critico. L'opera, che costituisce la prima edizione completa delle opere di Procopio mai pubblicata, passò attraverso molte edizioni, fu ampliata e integrata con note di altri studiosi e venne inclusa nel Corpus scriptorum historiæ byzantinæ (voll. 2, 1662-1663) e ristampata a Venezia nel 1729 nella Synopsis Historiae Byzantinae. La traduzione latina realizzata da Maltret dei sei libri della Guerra gotica fu riprodotta da Muratori nel primo volume della sua collezione Rerum Italicarum Scriptores.
Dal 1672 al 1674 padre Maltret fu rettore del noviziato di Tolosa, dove morì.

## Opere
Maltert ha scritto una serie di libri in latino il cui titolo inizia con «Procopii Caesariensis Historiarum» (una collezione «tenuta in grande considerazione»).
- (LA)  Procopii Caesariensis Historiarum Auctiores quam ante et emendatiores, Interprete, etc. (livre 2)
- (LA)  Procopii Caesariensis Historiarum sui temporis de bello Gothico (livre 4)
- (LA)  Procopii Caesariensis Historiarum de Edificiis Justiniani (livre 6)
- (LA)  Procopii Caesariensis Historiarum (livre 8)
- (LA)  Procopii Caesariensis Historiarum sui Temporis (livre 9)
- (LA)  Procopii Caesariensis arcana historia, qui est liber nonus historiarum etc. (edizione del testo della Storia segreta di Procopio, con note critiche e una traduzione latina di Nicolò Alemanni.[7])

Il testo critico greco delle opere di Procopio curato da Maltret fu considerato il testo standard fino a tutto l'Ottocento e fu pubblicato ancora nell'edizione di Procopio pubblicata a Bonn da Wilhelm Dindorf tra il 1833 e il 1838. Dindorf ripropose inalterata anche la traduzione latina di Maltret.